# Warnkowo
Warnkowo [pronunciación en polaco: /varnˈkɔvɔ/] (en alemán: Warnekow) es un pueblo ubicado en el distrito administrativo de Gmina Nowogard, dentro del condado de Goleniów, Voivodato de Pomerania Occidental, en el noroeste de Polonia. Se encuentra a unos 3 kilómetros al noroeste de Nowogard, a 24 kilómetros al noreste de Goleniów, y a 45 kilómetros al noreste de la capital regional Szczecin.